# Der Standard
Der Standard er et østrigsk landsdækkende dagblad, der udgives i Wien. 
Avisen trykkes på karakteristisk pink papir. Avisen blev grundlagt af Oscar Bronner som en erhvervsavis. Avisen kom første gang på gaden 19. oktober 1988. Bronner er stadig avisens udgiver og chefredaktør sammen med Alexandra Föderl-Schmid, der er den første kvindelige chefredaktør. Politisk beskriver avisen sig som liberal og uafhængig. Der Standard er en landsdækkende avis, men har meget fokus på Wien. I udlandet er avisen flittigt citeret. 
Ifølge den østrigske medieundersøgelse fra 2004 har Der Standard 366.000 læsere i Østrig.
Avisens internetavis fik premiere i februar 1995 og hævder at være den første tysksprogede avis på internettet. 